# 烏里羅特施托克山
46°51′42″N 8°32′7″E / 46.86167°N 8.53528°E

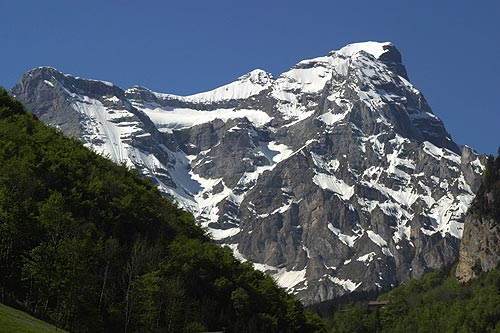

烏里羅特施托克山（Urirotstock），是瑞士的山峰，位於該國南部，由烏里州負責管轄，屬於烏里山的一部分，距離布倫尼施托克山1.9公里，海拔高度2,928米，每年平均降雨量2,385毫米。